# Nehemiah Green
Nehemiah Green (* 8. März 1837 im Hardin County, Ohio; † 12. Januar 1890 in Manhattan, Kansas) war ein US-amerikanischer Politiker und von 1868 bis 1869 der vierte Gouverneur des Kansas.

## Frühe Jahre
Green besuchte die örtliche Schule seiner Heimat und anschließend die Ohio Wesleyan University. 1855 zog er mit zwei Brüdern in das Kansas-Territorium. Zwei Jahre später kehrte er wieder in seine Heimat nach Ohio zurück. Dort wurde er Prediger einer Methodistengemeinde. Bis 1863 nahm er als Soldat am Bürgerkrieg teil, musste aber dann aus gesundheitlichen Gründen seinen Dienst quittieren.

## Politische Laufbahn in Kansas
Nach seiner Zeit in der Armee zog er wieder nach Kansas und wurde Prediger in Manhattan. Außerdem erwarb er sich eine kleine Farm, die er bewirtschaftete. Im Jahr 1866 wurde er von der Republikanischen Partei für das Amt des Vizegouverneurs von Kansas nominiert. Green übte dieses Amt bis zum 4. November 1868 aus. An diesem Tag trat der amtierende Gouverneur Samuel J. Crawford zurück, um sich an einer Militärexpedition gegen die Indianer zu beteiligen. Damit musste Green die zwei verbleibenden Monate von Crawfords Amtszeit absolvieren. Als Gouverneur führte er die Politik seines Vorgängers weiter, ohne eigene Akzente zu setzen. Schließlich war mit James Madison Harvey ohnehin schon ein neuer Gouverneur gewählt, der ab dem 11. Januar 1869 die Amtsgeschäfte übernehmen sollte.

## Weiterer Lebenslauf
Nach dem Ende seiner kurzen Amtszeit wurde Green zunächst wieder auf kirchlichem Gebiet aktiv. Zwischen 1870 und 1871 war er Leiter der Methodistischen Kirchengemeinden in Manhattan. Danach wurde er von 1873 bis 1874 Mitglied des Verwaltungsrats des Kansas State Agricultural College. Im Jahr 1880 wurde er in das Repräsentantenhaus von Kansas gewählt, dessen Speaker er wurde. Schon seit seiner Zeit im Bürgerkrieg litt Green unter gesundheitlichen Problemen, denen er schließlich im Jahr 1890 erlag. Er war zweimal verheiratet und hatte insgesamt zwei Kinder.